# Каталог Кехеля
Катало́г Ке́хеля — каталог творів Вольфганга Амадея Моцарта в хронологічному порядку. Зазвичай позначається як K або KV. Складений Людвігом фон Кехелем 1862 року, під заголовком «Chronologisch — thematisches Verzeichnis sämtlicher Tonwerke Wolfgang Amadé Mozarts» («Хронологічний і тематичний каталог повних музичних творів Вольфганга Амадея Моцарта»). У каталозі були перераховані всі відомі Кехелю твори Моцарта з номера 1 (фрагмент для клавесина, написаний Моцартом у дитинстві) по 626 (Реквієм). Пізніше каталог перевидавався 8 разів, суттєві зміни були внесені у третю редакцію (1936), зокрема були додані деякі незавершені або невідомі Кехелю твори, вони були позначені застосуванням малих літер, і викреслені твори, що виявилися підробками. Восьме видання Каталогу Кехеля було випущено 1983 року.
Найновіше видання каталогу Кехеля готувалося впродовж 18 років та було представлене суспільству 19 вересня 2024 року у паперовому вигляді та онлайн.
| Редакція | Рік  | Редактори                                        | Примітка |
| -------- | ---- | ------------------------------------------------ | -------- |
| 1.       | 1862 | Людвіг фон Кехель                                |          |
| 2.       | 1905 | Paul von Waldersee                               |          |
| 3.       | 1937 | Alfred Einstein                                  |          |
| 4.       | 1958 | Alfred Einstein                                  | репринт  |
| 5.       | 1961 | Alfred Einstein                                  | репринт  |
| 6.       | 1964 | Franz Giegling, Gerd Sievers, Alexander Weinmann |          |
| 7.       | 1965 | Franz Giegling, Gerd Sievers, Alexander Weinmann | репринт  |
| 8.       | 1983 | Franz Giegling, Gerd Sievers, Alexander Weinmann | репринт  |
| 9.       | 2024 |                                                  |          |